# Lista över Neon Genesis Evangelion-media
En lista av media relaterad till Neon Genesis Evangelion.

## Animerade filmer
- 1. Death and Rebirth
  - Death
  - Rebirth
- 2. The End of Evangelion
  - 25'. Air (EPISODE 25: Love is destructive.)
  - 26'. まごころを、君に Magokoro wo, kimi ni; A Pure Heart for You (ONE MORE FINAL: I need you.)
- 3. Revival of Evangelion
  - DEATH(TRUE)²
  - 25'. Air (EPISODE 25: Love is destructive.)
  - 26'. まごころを、君に Magokoro wo, kimi ni; A Pure Heart for You (ONE MORE FINAL: I need you.)
- 4. Rebuild of Evangelion

## Spelfilm
Neon Genesis Evangelion Live-action movie

## Manga

### Neon Genesis Evangelion
Mangan baserad på animen, skriven och illustrerad av seriens karaktärsdesigner Yoshiyuki Sadamoto, har publicerats i Shonen Ace sedan 1995. Utgåvorna i både serie- och volymformat publiceras av Kadokawa Shoten. Mangan utgör en separat entitet från animen och innehåller ett antal tydliga skillnader (exempel: Shinjis ögon är bruna i stället för blåa, relationen mellan Shinji och Rei är mycket starkare, inte alla änglar ur animen dyker upp). Genom en kombination av seriens ursprungliga handling och sin egen artistiska frihet har Sadamoto skapat en historia som både liknar och avviker från animen. Mangan är fortfarande i produktion och tio av tolv planerade volymer har fullbordats.
Mangan översätts till engelska av VIZ Media i USA och i Singapore av Chuang Yi, av vilken den senare importeras till Australien av Madman Entertainment. Mangan översätts även till portugisiska av Conrad Editora, till spanska av Norma Editorial, till mexikansk spanska av Editorial Vid, till argentinsk spanska av Editorial Ivrea, till franska av Glénat, till svenska av Bonnier Carlsen, till polska av J.P. Fantastica och Hans Kristian Bang och till finska av Sangatsu Manga.
Volym 1

ISBN 1-56931-294-X
- Stage 01: Angel Attack
- Stage 02: Reunion
- Stage 03: Unit-01, Lift Off
- Stage 04: Silence...
- Stage 05: Angel Fire
- Stage 06: I...Cry...

Volym 2

ISBN 1-56931-341-5
- Stage 07: Closing Hearts
- Stage 08: Shinji's Bad Mood
- Stage 09: The Trials of a True Fan
- Stage 10: Shonen and Knife
- Stage 11: Third Child Wandering
- Stage 12: Fumbling Towards Kindness

Volym 3

ISBN 1-56931-399-7
- Stage 13: White Scars
- Stage 14: The Warped Room
- Stage 15: What Her Crimson Eyes Believe In
- Stage 16: Abandoned Memories
- Stage 17: The Night Before Battle
- Stage 18: Blood Battle
- Stage 19: The Moon Inside the Darkness

Volym 4

ISBN 1-56931-434-9
- Stage 20: Asuka Comes to Japan
- Stage 21: The Uninvited
- Stage 22: Asuka Attacks
- Stage 23: Try, Try Again
- Stage 24: Dissonance
- Stage 25: Shall We Dance?
- Stage 26: One Moment, One Heart

Volym 5

ISBN 1-56931-646-5
- Stage 27: The Party
- Stage 28: Reaching that scar
- Stage 29: Sepulcher
- Stage 30: Blackout
- Stage 31: It resists the g-shock
- Stage 32: The abyss of the truth
- Stage 33: Aquarium

Volym 6

ISBN 1-59116-025-1
- Stage 34: The Fourth Child
- Stage 35: Light, Then Shadow
- Stage 36: Confessions
- Stage 37: The Gift
- Stage 38: Ambush
- Stage 39: The Dummy System
- Stage 40: Staining the Twilight Black

Volym 7

ISBN 1-56931-887-5
- Stage 41: Fist
- Stage 42: Grey Sky
- Stage 43: Interrogation
- Stage 44: Atonement
- Stage 45: A Man's Battle
- Stage 46: Awakening
- Stage 47: Awakening Part 2
- Stage 48: Vanished

Volym 8

ISBN 1-59116-415-X
- Stage 49: Kiss
- Stage 50: To Within (One's) Heart
- Stage 51: Mother
- Stage 52: Reminiscence
- Stage 53: Giant of Light
- Stage 54: The Birth of NERV
- Stage 55: Message
- Stage 56: Jealousy

Volym 9

ISBN 1-59116-707-8
- Stage 57: Fifth Children
- Stage 58: Rejection
- Stage 59: Pride
- Stage 60: Doll
- Stage 61: Lance of Longinus
- Stage 62: Distance
- Stage 63: Battle Response

Volym 10

- Stage 64: Tears
- Stage 65: I Want to Become One (with You)
- Stage 66: Hearts Unfulfilled (Feelings not Conveyed)
- Stage 67: Twisted/Perverse Night
- Stage 68: Crossing/Complex/Entangled
- Stage 69: Tainted Blood
- Stage 70: Multitudes of Nothingness

## Videor

### Genesis 0:0
- In The Beginning
- The Light From The Darkness

## Soundtrack och musik

### Titelmelodier
| Produktion                    | Titel                                                               | Album |
| ----------------------------- | ------------------------------------------------------------------- | --- |
| Neon Genesis Evangelion       | "残酷な天使のテーゼ ("A Cruel Angel's Thesis") "Fly Me to the Moon" | "A Cruel Angel's Thesis" av Yoko Takahashi "Fly Me to the Moon" av Claire Littley, Yoko Takahashi, Megumi Hayashibara och Yuko Miyamura. |
| Evangelion: Death and Rebirth | "魂のルフラン (Tamashii no Rufuran)" ("Refrain of Soul")            | Yoko Takahashi |
| The End of Evangelion         | "Thanatos-If I can't be yours-"                                     | LOREN & MASH |

### CD Album
- Neon Genesis Evangelion OST (1995/11/22)
- Neon Genesis Evangelion II (1996/2/16)
- Neon Genesis Evangelion III (1996/5/22)
- NEON GENESIS EVANGELION ADDITION (Limited Edition) (1996/12/21)
- EVANGELION:DEATH (1997/6/11)
- THE END OF EVANGELION OST (1997/9/26)
- エヴァンゲリオン・クラシック-1 (EVANGELION CLASSIC-1) (1997/10/22)
- エヴァンゲリオン・クラシック-2 (EVANGELION CLASSIC-2) (1997/10/22)
- ~refrain~ (1997/11/6)
- EVANGELION-VOX (1997/12/3)
- NEON GENESIS EVANGELION:S² WORKS (1998/12/4)
- EVANGELION-THE DAY OF SECOND IMPACT- (2000/9/13)
- EVANGELION-THE BIRTHDAY OF Rei AYANAMI (2001/3/30)
- Refrain of Evangelion (2003/7/24)
- NEON GENESIS EVANGELION DECADE (2005/10/26)

### Singelskivor
- 残酷な天使のテーゼ (Zankoku na tenshi no te-ze) (1995/10/25)
- FLY ME TO THE MOON (1995/10/25)
- 魂のルフラン (Tamashii no rufuran) (1997/2/21)
- THANATOS-If I can't be yours- (1997/8/1)
- 残酷な天使のテーゼ/FLY ME TO THE MOON (2003/3/26)
- 魂のルフラン/THANATOS-If I can't be yours- (2006/5/24)

### DVD-Audio album
- NEON GENESIS EVANGELION (2004/12/22)
- NEON GENESIS EVANGELION II (2004/12/22)
- NEON GENESIS EVANGELION III (2004/12/22)
- EVANGELION:DEATH (2004/12/22)
- THE END OF EVANGELION (2004/12/22)

## Spel
- Neon Genesis Evangelion: Typing Project-E (Dreamcast, PlayStation 2)
- Neon Genesis Evangelion: Typing Hokan Keikaku (Dreamcast)
- Ayanami Raising Project 綾波育成計画 Neon Genesis Evangelion: Ayanami Rei Ikusei (Dreamcast)
- Ayanami Raising Project with Asuka Complement Project, 綾波育成計画 ｗｉｔｈアスカ補完計画, Ayanami Ikusei Keikaku with Asuka Hokan Keikaku (PlayStation 2)
- Shinji Ikari Raising Project 碇シンジ育成計画 Ikari Shiji Ikusei Keikaku (PC)
- Girlfriend of Steel (Sega Saturn, PlayStation, PC)
- Girlfriend of Steel 2 (PlayStation 2, PC)
- Neon Genesis Evangelion (Sega Saturn)
- Neon Genesis Evangelion 2 (PlayStation 2)
- Neon Genesis Evangelion 1st Impression (Sega Saturn)
- Neon Genesis Evangelion 2nd Impression (Sega Saturn)
- Neon Genesis Evangelion Digital Card Library (Sega Saturn)
- Neon Genesis Evangelion: Shito Ikusei (Bandai Wonderswan)
- Neon Genesis Evangelion Mahjong Hokan Keikaku (Game Boy Color)

1. Neon Genesis Evangelion - Eva and Good Friends : The Stripping Project! 新世紀エヴァンゲリオン - エヴァと愉快な仲間たち : 脱衣補完計画
2. The Stripping Project Complement / Eva and Good Friends: CDROM2 脱衣補完計画／シンジと愉快な仲間たち セレクトCD-ROM2

- Neon Genesis Evangelion 64 (Nintendo 64)
- Daifugo シンジと愉快な仲間たち 爆烈大富豪 Eva and Good Friends - Daifugo
- Shinji and Good Friends